# آرسن لوپن (فیلم ۲۰۰۴)
آرسن لوپن (انگلیسی: Arsène Lupin) فیلمی در ژانر جنایی به کارگردانی ژان-پل سالومه است که در سال ۲۰۰۴ منتشر شد. از بازیگران آن می‌توان به رومن دوریس، کریستین اسکات توماس، اوا گرین و روبن رنوچی اشاره کرد.